# Quetta
Quetta er hovedstaden i provinsen Baluchistan i Pakistan.